# Cong (jade)

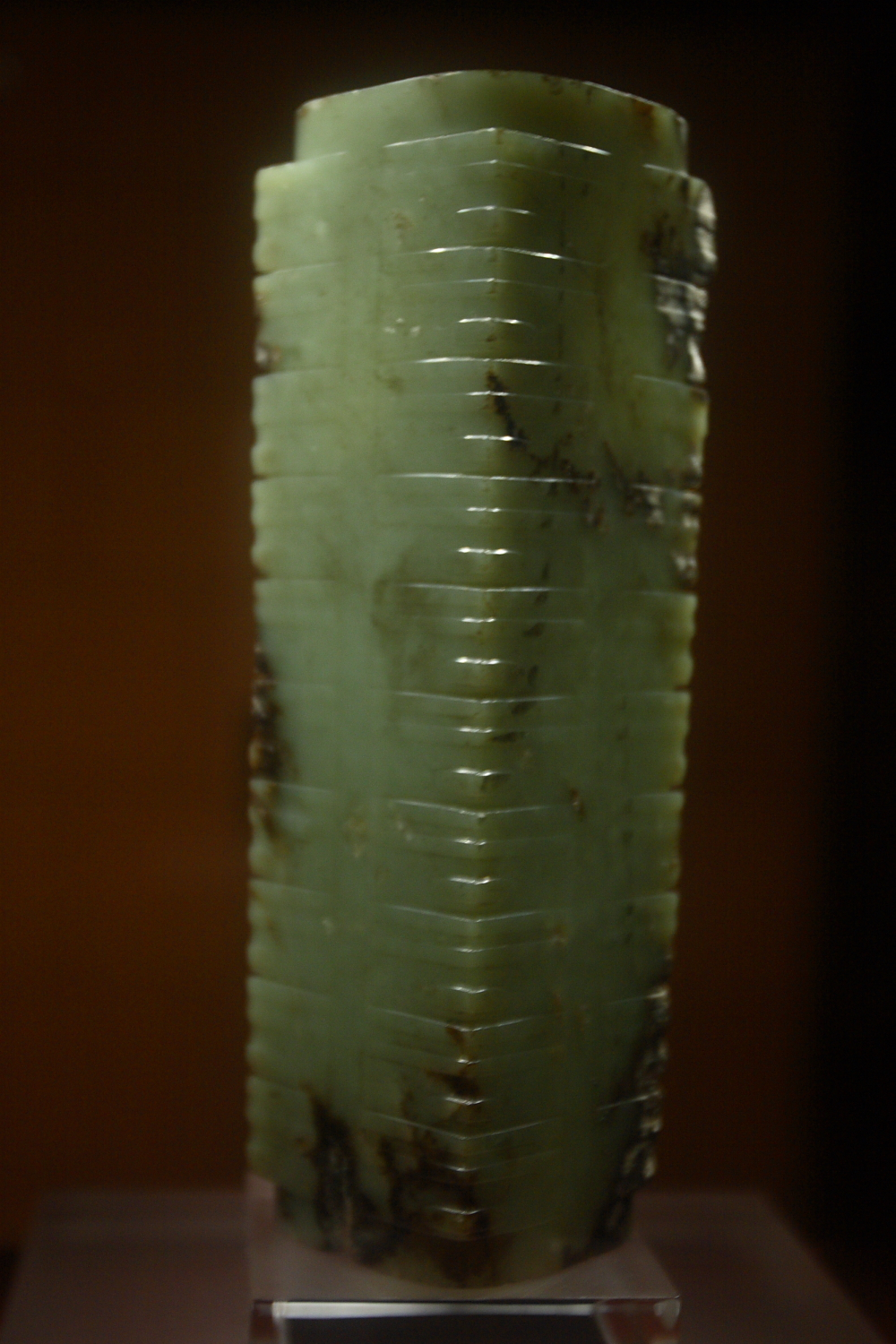
Cong issu du site archéologique de Jinsha

En archéologie chinoise, le terme Cong (chinois: 琮; pinyin: cóng) désigne un objet de jade sculpté, de forme tubulaire, datant de l'âge néolithique.
Les plus anciens datent de la culture de Liangzhu (3300-2000 AEC), qui en a produit en grand nombre. On en trouve encore sous les dynasties Shang et Zhou. 
Sa spécificité réside dans l'imbrication de deux formes : sa section externe est carrée mais sa section interne est ronde. Par ailleurs, sa surface est décorée de différents niveaux ou registres représentant de façon stylisée ce que l'on interprète comme des masques d'homme-dieu ou d'animal mythique.
Le plus souvent découvert en contexte funéraire, associé à d'autres artefacts de jade (disques bi, haches), il semble avoir rempli une fonction rituelle, que l'on ne connaît pas précisément. Les Rites des Zhou, composés très longtemps après, l'associent symboliquement à la terre, tandis que le disque bi représente le ciel.
La variété de jade la plus utilisée est la néphrite, mais de nombreux jades de Liangzhu ont un aspect d’os blanc laiteux, du fait de leur roche d'origine, la trémolite, et de l’effet des fluides aqueux présents sur les sites funéraires. On a aussi découvert fréquemment des jades réalisés à partir d’actinolite ou de serpentine.
- Dans le plus ancien dictionnaire rédigé ou compilé vers l'an 100 de notre ère (le Shuowen Jiezi) qualifie ainsi le jade : « Le jade est la bonne parmi les pierres. Il possède cinq vertus : sa douceur lisse et son éclat discret en font le modèle de la bienveillance ; ses veines profondes se montrent en surface, c’est le principe de la rectitude ; le son généreux qu’il rend porte loin, c’est  la norme de la prudence ; excluant de plier, il cassera plutôt, incarnant la bravoure ; ni sa pointe ni son tranchant ne blessent, c’est le parangon de l’intégrité. [...] » [1]